# 蕭鈞
蕭 鈞（しょう きん、473年 - 494年）は、南朝斉の皇族。衡陽王。字は宣礼。高帝蕭道成の十一男。

## 経歴
蕭道成と区貴人のあいだの子として生まれた。衡陽元王蕭道度の後を嗣いだ。永明4年（486年）、江州刺史となり、散騎常侍の位を加えられた。母が死去すると、喪に服して礼を尽くした。永明6年（488年）、征虜将軍の号を受けた。永明8年（490年）、驍騎将軍の号を受けた。左衛将軍に転じた。武帝と趣味が合って、その知遇は兄弟のうちでも鄱陽王蕭鏘に次いで厚かった。
永明10年（492年）、中書令となり、領石頭戍事をつとめた。散騎常侍・秘書監に任じられたが、受けなかった。隆昌元年（494年）、侍中の位を加えられた。同年（延興元年）、撫軍将軍の号を受けた。10月、殺害された。享年は22。
明帝が即位すると、永陽王蕭子珉が後を嗣いだ。

## 伝記資料
- 『南斉書』巻45 列伝第26
- 『南史』巻41 列伝第31